# Reginald Pole
Reginald Pole, italianizzato in Reginaldo Polo (Stourton Castle, 3 marzo 1500 – Lambeth, 17 novembre 1558), è stato un cardinale e arcivescovo cattolico inglese, tra i maggiori protagonisti dell'età della Controriforma.

## Biografia
La sua famiglia era strettamente imparentata con quella dei reali inglesi: suo padre, Richard Pole, era cugino di Enrico VIII, mentre sua madre, Margaret Pole, contessa di Salisbury, venerata come beata dalla Chiesa cattolica, era nipote di Edoardo IV (era figlia di suo fratello, Giorgio di Clarence) e fu governante della futura regina Maria I. Fin dall'infanzia Reginald fu destinato alla vita religiosa: ricevette giovanissimo gli ordini minori e alcuni benefici ecclesiastici.
Si formò in Italia, in particolare a Padova, presso San Giovanni di Verdara, dove soggiornò fino al 1526 ed ebbe modo di frequentare personaggi della levatura di Pietro Bembo e Gasparo Contarini, ma anche l'agostiniano Pier Martire Vermigli, protagonista italiano della corrente riformista cattolica (poi passato alla riforma).
Nel 1527 tornò in Inghilterra, dove si ritirò nella Certosa di Sheen per completare gli studi. Fu coinvolto contro la sua volontà nella vicenda del divorzio di Enrico VIII da Caterina di Aragona: benché personalmente contrario, ottenne dai teologi e canonisti dell’Università della Sorbona di Parigi il parere favorevole allo scioglimento dell'unione.
Perse comunque il favore del re e nel 1532 si trasferì a Padova, dove conobbe, tra gli altri, Gian Pietro Carafa, Benedetto Fontanini, Jacopo Sadoleto e Alvise Priuli, che da allora fu il suo principale collaboratore. A Venezia si dedicò allo studio filologico della Bibbia sotto la guida dell'ebreo fiammingo Giovanni di Kampen. Dopo la rottura di Enrico VIII con la Chiesa di Roma (1534), inviò al re il trattato Pro ecclesiasticæ Unitatis defensione, per convincerlo a tornare sui suoi passi.

### Il cardinalato

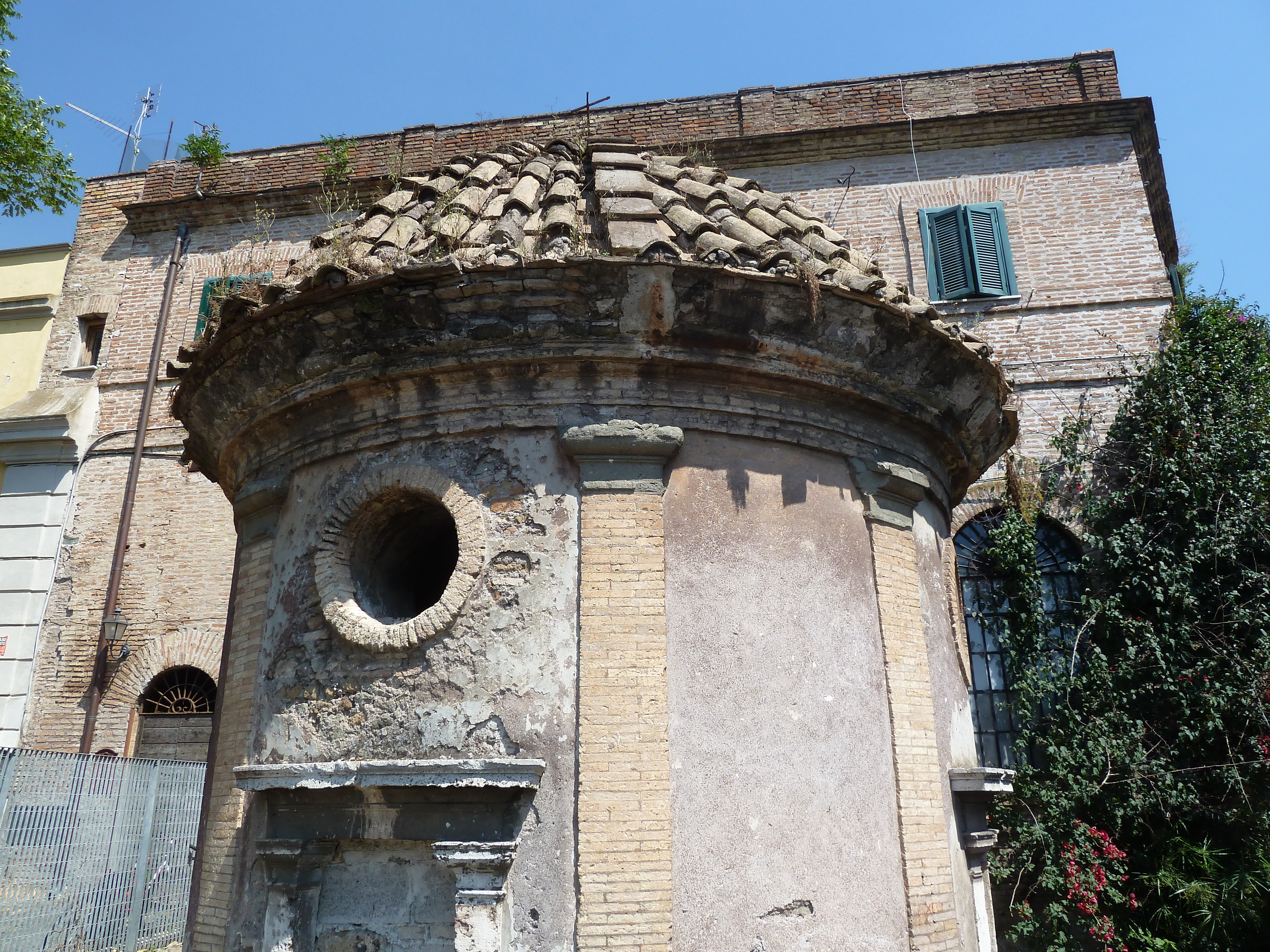
La cappella di Reginald Pole a Roma, che il cardinale fece costruire nel 1539 all'inizio del secondo miglio della via Appia Antica.

Ordinato diacono, Pole venne innalzato alla dignità cardinalizia da papa Paolo III nel concistoro del 22 dicembre 1536, ottenendo la diaconia dei Santi Nereo e Achilleo (optò successivamente, nel 1540, per il titolo dei Santi Vito e Modesto e poi per quello di Santa Maria in Cosmedin): il papa lo scelse anche quale membro della commissione, presieduta da Contarini, incaricata di tracciare le linee di una riforma della Chiesa, la quale consegnò al pontefice il documento Consilium de emendanda Ecclesia. Fu poi membro della commissione incaricata di preparare il Concilio ecumenico; incontrò a Nizza anche Francesco I di Francia e l'imperatore Carlo V.

### L'Ecclesia Viterbiensis
Mentre a Londra sua madre e suo fratello venivano giustiziati per alto tradimento (1541), Pole, nominato Amministratore del Patrimonio di San Pietro, si trasferì a Viterbo, dove raccolse attorno a sé gli Spirituali reduci del circolo napoletano di Juan de Valdés, per lo più ecclesiastici di rango che, accogliendo alcune delle idee luterane ma senza voler staccarsi da Roma, premevano per una radicale riforma della Chiesa, improntata sul piano teologico su pochi fundamentalia fidei e, sul piano pratico, sulla svalutazione di riti e opere esteriori. Del circolo facevano parte, tra gli altri, il cardinale Giovanni Morone, il protonotario apostolico Pietro Carnesecchi, le gentildonne Vittoria Colonna e Giulia Gonzaga, il grande artista Michelangelo Buonarroti, mentre il principale animatore era il mistico spagnolo Juan de Valdés, vicino alle dottrine luterane.
Tra il 1545 e il 1546 Pole fu legato pontificio al Concilio di Trento, ma abbandonò l'assemblea alla vigilia del voto sul decreto de iustificatione, adducendo motivi di salute. Intanto la Congregazione dell'Inquisizione accumulò una ricca documentazione a carico dei membri dell'Ecclesia, della quale si servì per controllare lo svolgimento dei successivi conclavi: in quello del 1549 (da cui uscì eletto Giulio III) e in quello del 1555 (da cui uscì eletto Paolo IV) il nome di Pole circolò inizialmente tra quelli dei papabili, ma i sospetti di eresia avanzati soprattutto dall'interessato cardinale Giovanni Pietro Carafa (prefetto dell'Inquisizione, e in seguito eletto papa Paolo IV) ne impedirono l'elezione.

### Legato in Inghilterra e arcivescovo di Canterbury
Ritiratosi nel monastero benedettino di Maguzzano, Pole fu inviato nel 1554 da papa Giulio III quale suo legato in Inghilterra per aiutare Maria I nel suo tentativo di riportare il regno all'obbedienza romana. Deposto l'arcivescovo scismatico Thomas Cranmer, l'11 dicembre 1555 Pole fu eletto amministratore apostolico di Canterbury; il 20 marzo 1556 ricevette l'ordinazione presbiterale e il 22 quella episcopale.
Nel 1557 Paolo IV gli revocò la legazione inglese e lo richiamò a Roma, ma Pole rimase in patria, protetto dalla regina Maria e da Filippo II di Spagna. Morì nel palazzo di Lambeth (residenza degli arcivescovi di Canterbury a Londra) il 17 novembre 1558, all'età di 58 anni (la regina Maria era morta dodici ore prima): fu l'ultimo arcivescovo cattolico di Canterbury.
Venne infine sepolto nella Cattedrale di Canterbury.

## Genealogia episcopale
La genealogia episcopale è:
- Vescovo Stephen Gardiner
- Arcivescovo Nicholas Heath
- Cardinale Reginald Pole

## Ascendenza
|                                 |                           |                                         | Genitori                                       |  |  | Nonni |  |  | Bisnonni           |  |  | Trisnonni          |  |
|                                 |                           |                                         |                                                |  |  |       |  |  | Richard de la Pole |  |  | Richard de la Pole |  |
|                                 |                           |                                         |                                                |  |  |       |  |  | Richard de la Pole |  |  | Richard de la Pole |  |
|                                 |                           | …                                       |                                                |  |  |       |  |  | Richard de la Pole |  |  |                    |  |
| Geoffrey de la Pole             |                           |                                         |                                                |  |  |       |  |  | Richard de la Pole |  |  |                    |  |
|                                 |                           | …                                       | …                                              |  |  |       |  |  |                    |  |  |                    |  |
|                                 |                           | …                                       | …                                              |  |  |       |  |  |                    |  |  |                    |  |
|                                 |                           | …                                       | …                                              |  |  |       |  |  |                    |  |  |                    |  |
| Richard Pole                    |                           | …                                       |                                                |  |  |       |  |  |                    |  |  |                    |  |
|                                 |                           | Oliver St John                          | John St John                                   |  |  |       |  |  |                    |  |  |                    |  |
|                                 |                           | Oliver St John                          | John St John                                   |  |  |       |  |  |                    |  |  |                    |  |
|                                 |                           | Oliver St John                          | Isabel Paveley                                 |  |  |       |  |  |                    |  |  |                    |  |
| Edith St John                   |                           | Oliver St John                          |                                                |  |  |       |  |  |                    |  |  |                    |  |
|                                 |                           | Margaret Beauchamp                      | John Beauchamp, III barone Beauchamp di Bletso |  |  |       |  |  |                    |  |  |                    |  |
|                                 |                           | Margaret Beauchamp                      | John Beauchamp, III barone Beauchamp di Bletso |  |  |       |  |  |                    |  |  |                    |  |
|                                 |                           | Margaret Beauchamp                      | Edith Stourton                                 |  |  |       |  |  |                    |  |  |                    |  |
| Reginald Pole                   |                           | Margaret Beauchamp                      |                                                |  |  |       |  |  |                    |  |  |                    |  |
|                                 | Richard, III duca di York | Richard, III conte di Cambridge         |                                                |  |  |       |  |  |                    |  |  |                    |  |
|                                 | Richard, III duca di York | Richard, III conte di Cambridge         |                                                |  |  |       |  |  |                    |  |  |                    |  |
|                                 | Richard, III duca di York | Anne Mortimer                           |                                                |  |  |       |  |  |                    |  |  |                    |  |
| George, I duca di Clarence      | Richard, III duca di York |                                         |                                                |  |  |       |  |  |                    |  |  |                    |  |
|                                 |                           | Cecily Neville                          | Ralph Neville, I conte di Westmorland          |  |  |       |  |  |                    |  |  |                    |  |
|                                 |                           | Cecily Neville                          | Ralph Neville, I conte di Westmorland          |  |  |       |  |  |                    |  |  |                    |  |
|                                 |                           | Cecily Neville                          | Joan Beaufort                                  |  |  |       |  |  |                    |  |  |                    |  |
| Margaret, contessa di Salisbury |                           | Cecily Neville                          |                                                |  |  |       |  |  |                    |  |  |                    |  |
|                                 |                           | Richard Neville, VI conte di Salisbury  | Richard Neville                                |  |  |       |  |  |                    |  |  |                    |  |
|                                 |                           | Richard Neville, VI conte di Salisbury  | Richard Neville                                |  |  |       |  |  |                    |  |  |                    |  |
|                                 |                           | Richard Neville, VI conte di Salisbury  | Alice Montacute, V contessa di Salisbury       |  |  |       |  |  |                    |  |  |                    |  |
| Isabel Neville                  |                           | Richard Neville, VI conte di Salisbury  |                                                |  |  |       |  |  |                    |  |  |                    |  |
|                                 |                           | Anne Beauchamp, XVI contessa di Warwick | Richard Beauchamp, XIII conte di Warwick       |  |  |       |  |  |                    |  |  |                    |  |
|                                 |                           | Anne Beauchamp, XVI contessa di Warwick | Richard Beauchamp, XIII conte di Warwick       |  |  |       |  |  |                    |  |  |                    |  |
|                                 |                           | Anne Beauchamp, XVI contessa di Warwick | Isabel Despenser, contessa di Worcester        |  |  |       |  |  |                    |  |  |                    |  |
|                                 |                           | Anne Beauchamp, XVI contessa di Warwick |                                                |  |  |       |  |  |                    |  |  |                    |  |